# Álvaro Delgado Ceretta
Álvaro Luis Delgado Ceretta (Montevidéu, 11 de março de 1969) é um veterinário e político uruguaio. Filiado ao Partido Nacional (PN), é o seu atual candidato presidencial às eleições gerais de 2024. Anteriormente, entre 2020 e 2023 desempenhou as funções de Secretário da Presidência durante o governo de Luis Alberto Lacalle Pou.

## Início de vida e educação
Álvaro Luis Delgado Ceretta nasceu a 11 de março de 1969 em Montevideu. É o  filho mais velho de Omar Delgado Agra, contabilista, e de Celeste Ceretta Carbone, química farmacêutica e criadora de gado. É descendente de imigrantes italianos da região do Veneto e de espanhóis das Canárias, que chegaram ao Uruguai no final do século XIX. Tem uma irmã mais nova, Adriana. A sua infância foi passada nos bairros de Pocitos e Prado, e estudou em instituições católicas privadas, como o Colegio del Sagrado Corazón e o Instituto Pré-Universitário Salesiano João XXIII.
Desde pequeno que se interessou por animais, principalmente cavalos. Em 1987 ingressou na Faculdade de Veterinária da Universidade da República. Ainda estudante, envolveu-se na política estudantil, da qual fez parte de um sindicato de estudantes e membro do senado académico. Em 1995 licenciou-se em medicina veterinária pela UdelaR. Dois anos depois, em 1997, obteve o diploma em Gestão Agroindustrial pela Universidade ORT Uruguai.

## Carreira política
Delgado aderiu ao Partido Nacional no final da década de 1980 e iniciou o seu ativismo político em Paysandú, de onde é originária a sua família materna. Aí conquistou a confiança do político Juan Carlos Raffo e em 1989 foi seu secretário durante a sua campanha para o Senado. Em 1994, Delgado foi nomeado secretário da bancada nacionalista e, em 1999, com 29 anos, assumiu o cargo de Inspector-Geral do Trabalho, cargo que ocupou até Dezembro de 2004.
Nas eleições gerais de 2004, foi eleito deputado nacional pelo círculo eleitoral de Montevideu na lista eleitoral da Correntada Wilsonista, sector centrista do Partido Nacional. Em 2008 ingressou na Aire Fresco, um novo setor liderado por Luis Alberto Lacalle Pou. Nas eleições gerais de 2009 foi reeleito deputado nacional, com a Lista 404 da Aire Fresco.
Nas eleições gerais de 2014, foi eleito pela primeira vez Senador da República. Durante o seu mandato, apresentou queixas à Assembleia Geral sobre irregularidades na gestão da Administração Nacional de Combustíveis, Álcool e Portland entre 2005 e 2015 durante os governos da Frente Ampla. Isto levou à criação de uma comissão parlamentar de investigação e a uma queixa-crime apresentada pelo próprio Delgado, juntamente com outros senadores da oposição, em Abril de 2016, perante os tribunais do crime organizado.
Nas eleições gerais de 2019, foi reeleito senador da República para uma nova legislatura. Entretanto, foi nomeado para o cargo de Secretário da Presidência pelo então presidente eleito Luis Alberto Lacalle Pou. Assumiu o cargo no governo em 1 de março de 2020. Durante a pandemia da COVID-19, Delgado serviu como porta-voz do governo, fazendo aparições contínuas em conferências de imprensa para anunciar medidas de saúde, o que aumentou a sua exposição pública.

## Candidatura à Presidência da República (2024)
A partir de 2022, passou a ser promovido por vários políticos e setores do Partido Nacional, como possível pré-candidato às eleições primárias do partido em 2024. A 18 de novembro de 2023, anunciou oficialmente a sua candidatura à presidência, e a 21 de dezembro renunciou ao cargo de realizar a campanha. A proposta de Delgado é considerada uma continuidade da gestão de Lacalle Pou. A 5 de fevereiro de 2024, num comício lotado, apresentou “Uruguai para Adelante”, setor que engloba todos os grupos que apoiam a sua pré-candidatura, e a 15 de março lançou oficialmente a sua campanha.
A 30 de junho de 2024, Delgado obteve uma vitória esmagadora nas primárias do Partido Nacional com 74,4% dos votos, e foi proclamado candidato do partido às eleições gerais de outubro. Após o resultado, oficializou Valeria Ripoll como candidata a vice-presidente na chapa presidencial do PN.

## Vida pessoal
Casou-se com Leticia Lateulade em 1997, que conheceu enquanto estudava na universidade. Com ela tem três filhos: Agustina, Felipe e Pilar.